# Веніс (Небраска)
Веніс (англ. Venice) — переписна місцевість (CDP) в США, в окрузі Дуглас штату Небраска. Населення — 75 осіб (2010).

## Географія
Веніс розташований за координатами 41°14′14″ пн. ш. 96°21′8″ зх. д. / 41.23722° пн. ш. 96.35222° зх. д. (41.237297, -96.352144).  За даними Бюро перепису населення США в 2010 році переписна місцевість мала площу 1,55 км², з яких 1,25 км² — суходіл та 0,30 км² — водойми.

## Демографія
Згідно з переписом 2010 року, у переписній місцевості мешкало 75 осіб у 43 домогосподарствах у складі 22 родин. Густота населення становила 48 осіб/км².  Було 154 помешкання (99/км²).
Расовий склад населення:
| - 97,3 % — білих |

До двох чи більше рас належало 2,7 %. Частка іспаномовних становила 0,0 % від усіх жителів.
За віковим діапазоном населення розподілялося таким чином: 12,0 % — особи молодші 18 років, 74,7 % — особи у віці 18—64 років, 13,3 % — особи у віці 65 років та старші. Медіана віку мешканця становила 58,1 року. На 100 осіб жіночої статі у переписній місцевості припадало 92,3 чоловіків;  на 100 жінок у віці від 18 років та старших — 100,0 чоловіків також старших 18 років.
Цивільне працевлаштоване населення становило 55 осіб. Основні галузі зайнятості: виробництво — 58,2 %, сільське господарство, лісництво, риболовля — 16,4 %, роздрібна торгівля — 12,7 %, фінанси, страхування та нерухомість — 12,7 %.